# Lycksele församling
Lycksele församling är en församling i Södra Lapplands kontrakt i Luleå stift som omfattar hela Lycksele kommun. Församlingen ingår i Södra Lapplands pastorat.

## Historik
1606 blev Lycksele en egen församling, utbruten ur Umeå landsförsamling. I och med detta belades samerna i Lycksele lappmark med kyrkoplikt, vilket innebar att de vintertid kom till Lycksele kyrka två gånger per år. År 1609 var 117 skattepliktiga samer med familjer registrerade i Lycksele lappmark.
Den förste kyrkoherden i Lycksele, Jonas Œstonis (Joen Östensson), var såvitt man vet inte kunnig i samiska utan måste kommunicera med sina församlingsbor genom tolk. Han flyttade heller aldrig upp till lappmarken utan förblev bosatt på sin hustrus ärvda hemman i Baggböle utanför Umeå.
År 1617 återfördes Lycksele lappmarksförsamling till Umeå landsförsamling och återfick sin självständighet först 1673. Den förste kyrkoherde som därefter tillsattes – och den förste präst som faktiskt bosatte sig i Lycksele – blev samen Olaus Stephani Graan, som antagligen kom från trakten. Han hade genomgått Skytteanska skolan i Lycksele och därefter fått sin teologiska utbildning vid Härnösands gymnasium. År 1657 blev Graan predikant och tillika skolmästare vid sin gamla skola i Lycksele, innan han alltså utnämndes till pastor i Lycksele lappmark.
År 1674 bröts Sorsele församling ut, 17 mars 1815 bildades Stensele kapellförsamling), 29 september 1848 bildades Örträsks kapellförsamling (som bröts ut 1888) och 1 januari 1962 bröts Björksele församling ut ur Lycksele församling.
Den 1 januari 2006 inkorporerades Örträsks och Björksele församlingar i Lycksele församling.
Lycksle församling har utgjort eget pastorat före 1617, mellan 27 september 1673 och 1675, mellan 3 oktober 1822 och 29 september 1848 och efter 10 augusti 1887 till en tidpunkt efter 1992 men före 1999. Församlingen har sedan mellan 11 februari 1617 och 1673 ingår i pastorat med Umeå landsförsamling och varit moderförsamling i pastorat med Sorsele församling mellan 1674 och 17 maj 1821, med Tärna församling mellan 1780 och 3 oktober 1822, med Stensele församling mellan 17 maj 1815 och 3 oktober 1822 och Örträsks församling mellan 29 september 1848 och 10 augusti 1887. Församlingen ingick från en tidpunkt efter 1992 men före 1999 i ett pastorat Lycksele och Örträsk som från 1999 även omfattade Björksele församling. Från 2014 ingår församlingen i Södra Lapplands pastorat.
Lycksele församling var mellan 1 maj 1923 och 1962 uppdelad i två kyrkobokföringsdistrikt: Lycksele kbfd (242001 för delen i Lycksele landskommun och 248100 för delen i Lycksele stad) och Björksele kbfd (242002). Före 1971 var församlingen delad av kommungräns och därför hade den de två ovannämnda församlingskoder för landskommunen och staden.

## Areal
Lycksele församling omfattade den 1 januari 1976 en areal av 4 651,4 kvadratkilometer, varav 4 382,9 kvadratkilometer land.

## Kyrkor
- Lycksele kyrka
- Forsdalakyrkan
- Norrängskyrkan
- Margaretakyrkan
- Björksele kyrka
- Örträsks kyrka
- Vänjaurbäcks kapell
- S:ta Anna Underjordskyrka